# Mother of the Forest

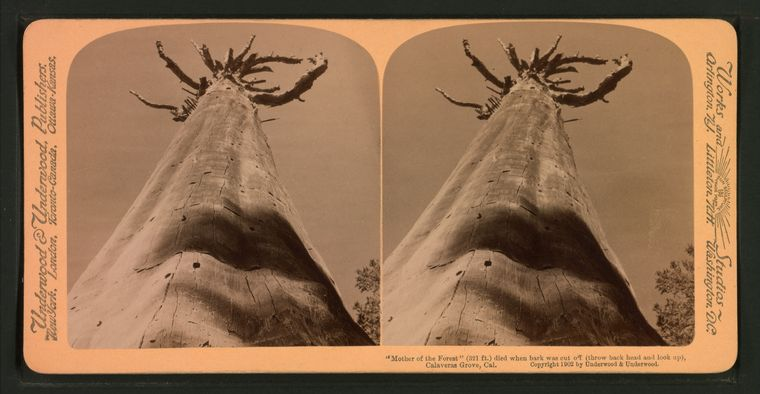
Mother of the Forest

Mother of the Forest was een mammoetboom (Sequoiadendron giganteum) in het Calaveras Big Trees State Park in Calaveras County in Californië.
Van de boom bestaan enkel resten. De boom werd, samen met andere woudreuzen, in 1852 ontdekt door A.T. Dowd, een jager in dienst van de Union Water Company. Twee jaar later, in de zomer van 1854, werd de schors van de boom tot een hoogte van 116 voet (ruim 35 meter) verwijderd door een zekere George Gale, die met de schors een tentoonstelling wilde inrichten in het oosten van de Verenigde Staten. De boom overleefde deze ingreep niet. Slechts een deel van de stam is tegenwoordig nog te zien.